# 동명교통
동명교통(東明交通)은 경상북도 칠곡군 동명면 금암리에 연고를 둔 대구광역시의 시내버스 운송 회사이다.
이 회사의 대표는 경북교통 사장과 형제 사이로 알려져 있다. 신흥버스와 더불어 차고지에 천연가스 충전소와 전기버스용 충전소가 마련되어 있는 회사다. 현대자동차 원메이크로 운용하고 있으나, 2019년 3월 대구광역시의 전기버스 운행을 앞두고 대구 및 영남권 시내버스 회사로는 최초로 우진산전 아폴로 1100을 첫 도입했다. 현대 일렉시티는 신흥버스에 이어 대구에서 2번째로 도입했다.

## 연혁
- 1979년 11월 22일: 시내버스 운송면허를 취득하여 설립하였다.[1]
- 2004년: 금암리차고지[2]에 천연가스 충전소를 설치하였다.[3]
- 2019년: 금암리차고지에 전기버스 충전소를 설치하였다.
- 2024년 10월: 저상 뉴 슈퍼에어로시티 좌석형을 출고하여 급행3번에 투입되었다.

## 보유 차량
- 우진산전 - 우진산전 아폴로 1100
- 현대자동차 - 현대 뉴 슈퍼 에어로시티, 현대 저상 뉴 슈퍼에어로시티, 현대 일렉시티

## 차고지
- 경상북도 칠곡군 동명면 금암동석4길 11 (금암리, 본사: 730번, 칠곡3번, 급행3번 시종착 및 관리 / 726번, 북구4번, 칠곡2번, 칠곡4번, 칠곡5번, 7250번, 급행7번 야간주박 및 관리)

- 면허지: 대구광역시 북구 칠곡중앙대로 580 (읍내동)

## 노선
| 노선번호  | 운행경로 기점 ↔ 중간경유지 ↔ 종점                    | 운행경로 기점 ↔ 중간경유지 ↔ 종점 | 운행경로 기점 ↔ 중간경유지 ↔ 종점                                 | 운행대수                          | 비고                                                |
| --------- | ---------------------------------------------------- | --------------------------------- | ----------------------------------------------------------------- | --------------------------------- | --------------------------------------------------- |
| 급행3번   | 칠곡군 동명면 금암리 동명교통                        | 중구 공평동 2.28기념중앙공원      | 수성구 범물1동 범물1동주민센터                                    | 8 (저상 1)                        | 신진자동차 공배 현금 승차 불가 노선                 |
| 급행7번   | 북구 동호동 영진교통                                 | 달서구 신당동 계명대학교동문      | 달서구 대곡동공영차고지                                           | 5 (저상 1)                        | 신흥버스, 우진교통 공배 현금 승차 불가 노선         |
| 급행9번   | 북구 동호동 영진교통                                 | 동명 동명교통                     | 군위군청                                                          | 2                                 |                                                     |
| 급행9-1번 | 북구 동호동 영진교통                                 | 동명 동명교통                     | 우보버스정류장 (우보면보건지소)                                   | 1                                 |                                                     |
| 급행9-2번 | 북구 동호동 동명교통                                 | 북구 동천동 팔거역                | 군위군 삼국유사면 학성리 삼국유사면문화관                         | 1                                 |                                                     |
| 급행9-3번 | 북구 동호동 동명교통                                 | 북구 동천동 팔거역                | 군위군 소보면 송원리 소보시장                                     | 2                                 |                                                     |
| 527번     | 달성군 다사읍 매곡리공영차고지                       | 서구 비산2.3동 서부시장           | 칠곡군 동명면 금암리 동명교통                                     | 12 (저상 6)                       | 우진교통 공배                                       |
| 707번     | 북구 관음동 관음공영차고지                           |                                   | 중구 성내1동 CGV 대구한일                                         | 11                                | 구. 939번                                           |
| 726번     | 북구 동호동 영진교통                                 | 서구 비산7동 북부정류장           | 달서구 대곡동공영차고지                                           | 14 (저상 1)                       | 대명교통 공배 현금 승차 불가 시내버스 노선          |
| 730번     | 칠곡군 동명면 금암리 동명교통                        | 북구 칠성동2가 대구역             | 남구 봉덕3동 대덕맨션                                             | 18 (저상 7)                       | 단독운행                                            |
| 북구4번   | 달성군 다사읍 방천리공영차고지                       | 북구 침산3동 북구청               | 달성군 다사읍 방천리공영차고지                                    | 5 (저상 4)                        | 단독운행 현금 승차 불가 노선                        |
| 칠곡2번   | 북구 동호동 영진교통                                 | 북구 노원동3가 만평네거리         | 북구 노곡동                                                       | 8 (저상 3)                        | 단독운행                                            |
| 칠곡3번   | 구미시 산동읍 경운대                                 | 북구 읍내동 칠곡네거리            | 동구 중대동 파계사 칠곡군 동명면 금암리 동명교통                  | 통합 4                            | 단독운행                                            |
| 칠곡4번   | 북구 동호동 영진교통                                 | 북구 매천동 매천삼거리            | 북구 동호동 영진교통                                              | (7대 전 차량 저상버스) 7 (저상 7) | 단독운행                                            |
| 칠곡5번   | 북구 도남동                                          | 북구 동천동 팔거역                | 북구 읍내동 칠곡네거리                                            | (1대 전 차량 저상버스) 1 (저상)   | 단독운행                                            |
| 팔공3번   | 북구 학정동 칠곡경북대병원                           | 동구 중대동 파계사                | 동구 진인동 갓바위                                                | (2)                               | 영진교통 공배 동계 운휴                             |
| 7250번    | 하행:북구 태전동 태전역 상행:달서구 대곡동공영차고지 | 달서구 신당동 계명대학교동문      | 하행:달서구 호림동 모다아울렛 상행:달성군 다사읍 방천리공영차고지 | 1                                 | 경신교통, 신흥버스, 우주교통 공배 주중 출근맞춤버스 |
| 예비      |                                                      |                                   |                                                                   | 4                                 |                                                     |
| 12종      |                                                      |                                   |                                                                   | 89대                              |                                                     |